# Jingu qiguan
Jingu qiguan (chinesisch 今古奇觀) ist eine Sammlung von 40 chinesischen Erzählungen, die vor 1644 veröffentlicht wurde und ihrerseits auf Anthologien von Feng Menglong und Ling Mengchu zurückgeht.

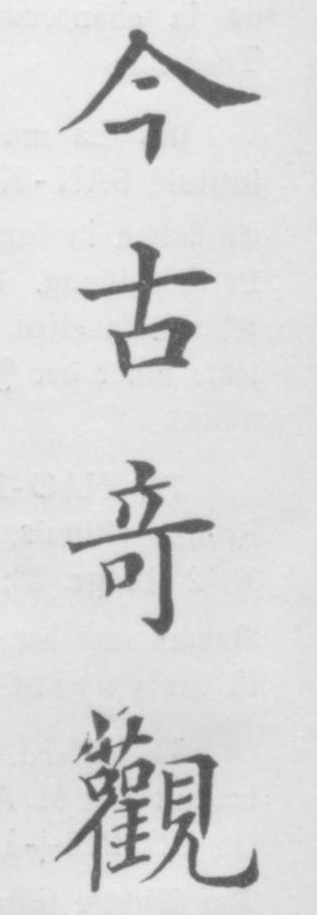
Titel in chinesischer Schrift

## Ursprung

### Entstehungsgeschichte
Aus dem Vorwort des Jingu qiguan geht hervor, dass ein gewisser Baoweng Laoren (* 1619) die Sammlung zusammengestellt hat. Die Herausgabe der nicht datierten Sammlung erfolgte in den Jahren 1632 bis 1644, nach einer anderen Quelle zwischen 1640 (oder etwas früher) und 1644. Der Titel der Sammlung lautet: Jingu qiguan (Aussprache etwa dchingu tchigwan) und bedeutet Erstaunliches aus Vergangenheit und Gegenwart.
Von den 40 Erzählungen („Abschnitten“) des Jingu qiguan entstammen 39 aus drei Anthologien von Feng Menglong und zwei Anthologien von Ling Mengchu. Die Herkunft des Abschnitts 30 ist unbekannt. Die fünf Anthologien umfassten je 40 Erzählungen, so dass der Kompilator seine Auswahl unter 200 Erzählungen treffen konnte.
Unter dem Obertitel San yen („Drei Worte“) werden die drei Anthologien von Feng Menglong zusammengefasst:
- Weise Worte zur Belehrung der Welt / Yushi mingyan, ca. 1620 (8).
- Verständliche Worte zur Ermahnung der Welt / Jingshi tongyan, 1624 (10).
- Ewige Worte zur Erweckung der Welt / Xingshi hengyan, 1627 (11).

Die zugrundeliegenden Sammlungen von Ling Mengchu sind:
- Sensationelle Geschichten / Paian jingqi, 1628 (8).
- Zweite Sammlung sensationeller Geschichten / Erke Paian jingqi, 1632 (3).

Hinweise:
- In Klammern steht jeweils die Anzahl der Erzählungen, die in das Jingu qiguan übernommen wurden.
- Die deutsche Übersetzung der Sammlungstitel variiert von Autor zu Autor.

### Werktitel
Statt der heute gebräuchlichen Pinyin-Umschrift des Werktitels Jingu qiguan waren früher u. a. die folgenden Transliterationen gebräuchlich:
- Chin-ku ch'i-kuan (Wade-Giles-Umschrift)
- Kin-ku-ki-kuan,[7]
- Kin ku ki kwan,[8]
- Kin kou k'i kouan[9]
- Djin-gu tji-gwan[10]

Diese Werktitel können durch Getrennt- oder Zusammenschreibung, Groß-/Kleinschreibung, durch die Verwendung von Bindestrichen und ggf. durch Weglassung des Apostrophs variieren, z. B. findet man statt Jingu qiguan auch Jingu Qiguan, Jin Gu Qi Guan oder Jinguqiguan oder statt Kin-ku-ki-kuan auch Kin-Ku Ki-Kuan und Kin ku ki kuan.

## Deutsche Ausgaben

### Werktitel
Der Titel wird verschieden übersetzt, u. a. als:
- Wunderliches aus alter und neuer Zeit[11]
- Gemälde neuer und alter außerordentlicher Dinge[12]
- Neue und alte Mären[13]

### Zweitübersetzungen

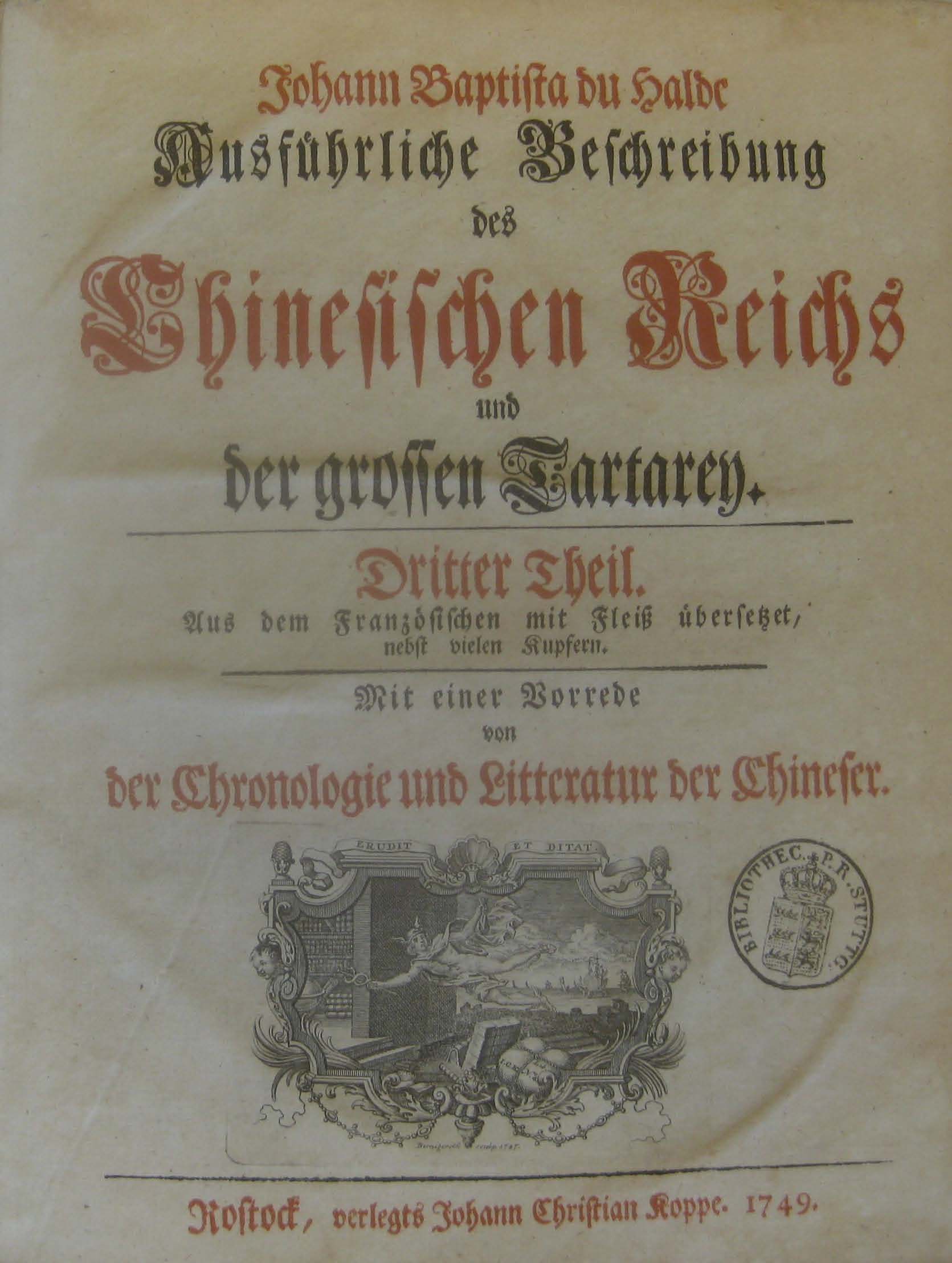
Titelblatt von Du Haldes Ausführliche Beschreibung des Chinesischen Reiches, Band 3.

Die erste Übersetzung aus dem Jingu qiguan in eine europäische Sprache findet sich in Band 3 der 1735 erschienenen Description de la Chine des französischen Jesuiten Jean-Baptiste Du Halde (1674–1743).
Die Übersetzung der vier darin enthaltenen Erzählungen Nr. 20, 29–31 aus dem Chinesischen besorgte der jesuitische Chinamissionar François-Xavier Dentrecolles (1664–1741).
In den Jahren 1747 bis 1756 veröffentlichte Christoph Gottlieb von Murr (1733–1811) eine deutsche Übersetzung von Du Haldes Werk in der Den Haager Ausgabe von 1736. Band 3 von 1749 enthält die vier Erzählungen Nr. 20, 29–31, mithin die erste deutsche Fassung von Erzählungen aus dem Jingu qiguan.
Im Jahr 1846, fast 100 Jahre später, übersetzte Adolf Böttger die englische Übersetzung des zweiten Teils der Doppelnovelle Nr. 35 ins Deutsche. Eduard Grisebach hielt diese Übersetzung für „über alle Begriffe elend“.
Im Jahr 1873 veröffentlichte Eduard Grisebach eine neue Übersetzung der bereits von Dentrecolles übertragenen Novelle „Die treulose Witwe“. Während er die Übersetzung von Dentrecolles als „kaum mehr als Paraphrase“ bezeichnet, benutzt er als Vorlage die wortgetreue englische Übersetzung von Samuel Birch (1813–1885). Auch für seine spätere Übersetzung weiterer Novellen verwendete Grisebach die Vorlage von Samuel Birch.

## Liste der Erzählungen
Die folgende Liste enthält die deutsche und französische Übersetzung der Titel. Zu der französischen Gesamtausgabe der Sammlung (#Lanselle 1996) gibt es bisher kein Pendant in deutscher Sprache.
In den deutschen Übersetzungen werden oft die Prologe (oder Vorerzählungen) weggelassen. Eine Übersicht der von Franz Kuhn übersetzten Prologe findet sich in #Chang 1991, S. 182–184. Die Erzählungen in #Rösel 1984 wurden alle einschließlich des Prologs übersetzt.
| → Spaltenlegende | |
| \| Nr. \| Nummer des Abschnitts im Jingu qiguan. \| \| Deutscher Titel \| Nach #Rösel 1984, S. 687–692: Deutsche Übersetzung des Titels. Originaltitel in chinesischer Schrift: siehe #Cordier 1906, Spalte 1763–1769. \| \| Französischer Titel \| Nach #Lanselle 1996: Französische Übersetzung des Titels. \| \| Deutsche Übersetzung \| Nach #Rösel 1984, S. 687–692, und #Kuhn 1985: Deutsche Übersetzung nach dem Chinesischen, andernfalls Titel einer Nachübersetzung. - Übersetzungen von #Rösel 1984: Der deutsche Titel ist identisch mit dem Titel in der Spalte Deutscher Titel. - Andere Übersetzungen: Außer der Übersetzung, z. B. #Kuhn 1952, wird der abweichende Titel der Novelle angegeben, z. B. Die falsche Braut. \| | |
| Nr. | Nummer des Abschnitts im Jingu qiguan. |
| Deutscher Titel | Nach #Rösel 1984, S. 687–692: Deutsche Übersetzung des Titels. Originaltitel in chinesischer Schrift: siehe #Cordier 1906, Spalte 1763–1769. |
| Französischer Titel | Nach #Lanselle 1996: Französische Übersetzung des Titels. |
| Deutsche Übersetzung | Nach #Rösel 1984, S. 687–692, und #Kuhn 1985: Deutsche Übersetzung nach dem Chinesischen, andernfalls Titel einer Nachübersetzung. - Übersetzungen von #Rösel 1984: Der deutsche Titel ist identisch mit dem Titel in der Spalte Deutscher Titel. - Andere Übersetzungen: Außer der Übersetzung, z. B. #Kuhn 1952, wird der abweichende Titel der Novelle angegeben, z. B. Die falsche Braut. |

| Nr. | Deutscher Titel                                                                                                 | Französischer Titel                                                                                              | Deutsche Übersetzung                                                                                       |
| --- | --- | --- | --- |
| 1   | Wie drei Beamte höchsten Ranges von ihrem Amt zurücktraten und hohe Ehren erwarben.                             | Les trois frères intègres et filiaux, en renonçant l’un pour l’autre à leur fortune, acquièrent un nom illustre. | #Rösel 1984.                                                                                               |
| 2   | Wie zwei Kreisvorsteher wetteiferten, ein verwaistes Mädchen zu verheiraten.                                    | Les deux magistrats, pour marier d’orpheline, rivalisent d’équité.                                               | #Rösel 1984.                                                                                               |
| 3   | Wie der Kreisvorsteher Teng auf geheimnisvolle Weise ein Familienvermögen verteilte.                            | Par un habile subterfuge le magistrat Teng prononce sur une querelle d’héritage.                                 | #Kuhn 1985, Das geheimnisvolle Bild.                                                                       |
| 4   | Wie Herr Pe, Herzog von Djin, durch Rechtschaffenheit seine ursprüngliche Braut zurückerlangte.                 | Par un mouvement magnanime, Pei, duc de Jin, restitue la fiançée.                                                | #Kühnel 1914, Die getrennten und wiedervereinten Liebenden.                                                |
| 5   | Wie Fräulein Du Schi-niang ihr Juwelenkästchen wütend ins Wasser warf.                                          | Du Shiniang en colère précipite dans les flots la cassette aux cent trésors.                                     | #Kuhn 1985, Die törichte Buhle.                                                                            |
| 6   | Wie der verbannte Unsterbliche Li durch einen in Trunkenheit entworfenen Brief die Man-Barbaren einschüchterte. | Li Zhexiang, dans son ivresse, compose la lettre qui jeta l’effroi parmi les barbares.                           | #Kühnel 1914, Der Dichter Li Tai-po.                                                                       |
| 7   | Wie ein Ölhausierer allein die schönste der Blumen gewann.                                                      | Le marchand d’huile conquiert seul la reine des fleurs.                                                          | #Kuhn 1952, Ölhausierer und Blumenkönigin.                                                                 |
| 8   | Wie ein Greis abends beim Begießen seines Gartens einer Fee begegnete.                                          | Le vieil arroseur de jardin, sur le tard, rencontre l’immortelle.                                                | #Lin 1938, Der Blumennarr.                                                                                 |
| 9   | Wie ein Mann zum Glück auf rote Dungting-Apfelsinen stieß.                                                      | Le nommé La Guigne saisit sa chance grâce aux mandarines de Dongting.                                            | #Rösel 1984.                                                                                               |
| 10  | Wie ein Geizhals voller List den Sohn des von ihm bestohlenen Eigentümers adoptierte.                           | Le sinistre gardien de la fortune extorque un fils à sa propre victime.                                          | #Rösel 1984.                                                                                               |
| 11  | Wie Wu Bau-an seine Familie verließ, um seinen Freund auszulösen.                                               | Wu Bao’an délaisse sa famille pour sauver un ami.                                                                | #Rösel 1984.                                                                                               |
| 12  | Wie Yang Djüä-ai sein Leben für seinen Freund gab.                                                              | Jang Jiao’ai fait don de sa vie pour secourir un proche.                                                         | #Herzfeldt 1957, Jang Djau-Ai opfert sein Leben der Freundschaft.                                          |
| 13  | Wie Schen Hsiau-hsia seines Vaters „Aufruf zu den Waffen“ fand.                                                 | Les mémoires de départ en campagne président à la rencontre que fit Shen Xiaoxia.                                | #Rösel 1984.                                                                                               |
| 14  | Wie der junge Sung Djin den zerrissenen Filzhut flickte.                                                        | Par un chapeau de feutre déchiré Song Jinlang retrouve son épouse.                                               | #Kuhn 1985, Goldjunker Sung macht den zerrissenen Filzhut wieder ganz.                                     |
| 15  | Wie der hochgelehrte Herr Lu einen stolzen Prinzen zu Wein und Gedichten einlud.                                | Lu Nan, lauréat du collège, sacrifiant au vin et à la poésie, manifeste son dédain pour les grands.              | #Strzoda 1922, Die Rache des Dschi-hsiän.                                                                  |
| 16  | Wie Li, der spätere Herzog von Tjiän, in Bedrängnis einem fahrenden Ritter begegnete.                           | Li, duc de Qian, jeté dans une situation extrême, est sauvé par un preux.                                        | #Rottauscher 1955, Wer die Bahn der Tugend wandelt, dem hilft der Himmel.                                  |
| 17  | Wie die schöne Su Hsiau-meh ihren Bräutigam dreimal prüfte.                                                     | Su Xiaomei, par trois fois, met à l’épreuve son jeune époux.                                                     | #Strzoda 1922, Die drei Hochzeitsprüfungen.                                                                |
| 18  | Wie der alte Liu Yüan-pu Vater von zwei Beamtensöhnen wurde.                                                    | Liu Yuanpu, par deux fois, engendre un digne fils.                                                               | #Rösel 1984.                                                                                               |
| 19  | Wie der Musiker Yü Po-ya seine Laute zu Boden schmetterte, um dem Freunde zu danken, der ihren Ton verstand.    | Yu Boya brise son luth en hommage à l’ami.                                                                       | #Kühnel 1914, Die zerbrochene Laute oder des Freundes letzte Gabe.                                         |
| 20  | Wie der Philosoph Dschuang Dsi vergnügt auf einen Topf trommelte und die höchste Weisheit erreichte.            | Battant son écuelle, Zhuang Zixiu accède à la suprême voie.                                                      | #Kuhn 1985, Meister Tschuang tse, den irdenen Kübel als Trommel benutzend, übt hohe Magie.                 |
| 21  | Wie ein alter Schüler die vermeintliche Gunst seines Lehrers bis in die dritte Generation vergalt.              | Le vieil écolier sur trois générations rend ses bienfaits.                                                       | #Rösel 1984.                                                                                               |
| 22  | Wie ein vom Pech verfolgter Student auf einmal sein Glück erreichte.                                            | Au bachelier guignon, un beau matin, fortune sourit.                                                             | #Rösel 1984.                                                                                               |
| 23  | Wie Djiang Hsing-ko das Perlenhemd seiner Frau mehrmals wiederfand.                                             | Comment Jiang Xingge recouvra la tunique de perles.                                                              | #Kuhn 1985, Das Perlenhemd.                                                                                |
| 24  | Wie der Zensor Tschen sich klugerweise von Haarpfeilen leiten ließ.                                             | Par quel moyen subtil le censeur Chen prononça sur l’affaire des épingles d’or.                                  | #Kuhn 1952, Die goldenen Haarpfeile.                                                                       |
| 25  | Wie ein alter Diener durch rechtschaffenen Eifer der Witwe seines Herrn zu Wohlstand verhalf.                   | Mû par sa loyauté, le vieux serviteur des Xu établit la fortune de ses maîtres.                                  | #Rösel 1984.                                                                                               |
| 26  | Wie Fräulein Tsai sich an den Mördern ihrer Eltern rächte.                                                      | Supportant sa honte, la fille des Cai accomplit sa vengeance.                                                    | #Rudelsberger 1914, Wie Fräulein Tsai sich an den Mördern ihrer Eltern rächte.                             |
| 27  | Wie ein vermögender Student irrtümlich seinen Freund verheiratete.                                              | Le bachelier Qian convole par accident en compagnie du phénix.                                                   | #Kühnel 1914, Der Gatte wieder Willen.                                                                     |
| 28  | Wie der Präfekt Tjiau das Heiratsregister in Ordnung brachte.                                                   | Le préfet Qiao remanie à sa façon le registre des canards mandarins.                                             | #Kuhn 1952, Die falsche Braut.                                                                             |
| 29  | Wie ein Diener aus geheimem Groll falsche Anklage gegen seinen Herrn erhob.                                     | Mû par son ressentiment, un méchant serviteur dénonce son maître.                                                | #Rösel 1984.                                                                                               |
| 30  | Wie eine pietätvolle Tochter der Güte ihres Vaters zuliebe ihren Sohn versteckte.                               | Animée par l’amour des siens, la bonne fille cache l’enfant.                                                     | #Kuhn 1985, Eine pietätvolle Tochter versteckt, einem gütigen Vater zuliebe, den neugeborenen Stammhalter. |
| 31  | Wie der älteste Lü durch Rückgabe gefundenen Geldes seine Familie wieder vollständig machte.                    | Lü l’aîné restitue l’argent et retrouve les siens.                                                               | #Rösel 1984.                                                                                               |
| 32  | Wie Frau Djin Yü-nu ihrem gefühllosen Gatten eine Tracht Prügel versetzen ließ.                                 | Jin Yunu fait donner du bâton à un mari sans cœur.                                                               | #Kuhn 1985, Die Tochter des Bettlerkönigs.                                                                 |
| 33  | Wie der berühmte Dr. Tang sich in wunderbarer Weise verstellte.                                                 | Tang le lauréat se joue du monde et l’étonne.                                                                    | #Kuhn 1952, Der illustre Dr. Tang spielt seiner Mitwelt eine wundervolle Komödie vor.                      |
| 34  | Wie ein weiblicher Student ein neues Reis auf einen Baum pfropfte.                                              | La bachelière attache sa fleur à un autre rameau.                                                                | #Kuhn 1985, Fräulein Doktor propft ein fremdes Reis auf den Blütenast.                                     |
| 35  | Wie Frl. Wang Djiau-luan ihren langjährigen Haß befriedigte.                                                    | Wang Jiaoluan, dans son sein, nourrit un siècle de rancœur.                                                      | #Kühnel 1914, Die verlassene Geliebte.                                                                     |
| 36  | Wie ein Fünfjähriger vom Kaiser in Audienz empfangen wurde.                                                     | Wang le treizième, à cinq ans, paraît devant l’empereur.                                                         | #Kuhn 1985, Der kelien Detektiv oder: Ein Fünfjähriger wird vom Himmelssohn in Audienz empfangen.          |
| 37  | Wie ein alter Beamter zufällig einen Wandschirm mit dem Bild eines Hibiscusstrauches fand.                      | Les piquantes retrouvailles de Cui Junchen devant l’écran aux hibiscus.                                          | #Kuhn 1985, Das Rosenaquarell.                                                                             |
| 38  | Wie eine schöne Dame listig gelbe Mandarinen als Geschenk sandte.                                               | La Xianjun Zhao fait hypocritement porter des mandarines.                                                        | #Kuhn 1985, Dame Tschao Hsiän macht listig ein Dutzend gelbe Mandarinen zum Geschenk.                      |
| 39  | Wie Alchimisten, mit einer wundertätigen Methode prahlend, sich des Goldes bemächtigten.                        | Vantant son art merveilleux, l’alchimiste s’empare de l’or.                                                      | #Kuhn 1952, Der Alchemist.                                                                                 |
| 40  | Wie ein Tunichtgut für viel Geld Beamter werden wollte.                                                         | Tout imbu de son argent, l’homme du peuple revêt les insignes de mandarin.                                       | #Rösel 1984.                                                                                               |

## Ausgaben
- François-Xavier Dentrecolles (Übersetzung): [Vier Erzählungen aus dem Jingu qiguan]. In: Jean-Baptiste Du Halde: Description géographique, historique, chronologique, politique, et physique de l’empire de la Chine et de la Tartarie chinoise, enrichie des cartes générales et particulieres de ces pays, de la carte générale et des cartes particulieres du Thibet, & de la Corée; & ornée d’un grand nombre de figures & de vignettes gravées en tailledouce. 4 Bände. J-B Mercier, Paris 1735, Band 3, S. 292–341 chineancienne.fr.
- François-Xavier Dentrecolles (Übersetzung): [Vier Erzählungen aus dem Jingu qiguan]. In: Jean-Baptiste Du Halde: Description géographique, historique, chronologique, politique, et physique de l’empire de la Chine et de la Tartarie chinoise, enrichie des cartes générales et particulieres de ces pays, de la carte générale et des cartes particulieres du Thibet, & de la Corée; & ornée d’un grand nombre de figures & de vignettes gravées en tailledouce. 4 Bände. Henri Scheurleer, La Haye 1736, Band 3, S. 362–416; archive.org.
- Rainier Lanselle (Übersetzung): « Spectacles curieux daujourdhui et dautrefois: Contes chinois des Ming / Texte traduit; présenté et annoté par Rainier Lanselle ». Bibliothèque de la Pléiade 430. Gallimard, Paris 1996.
- Christoph Gottlieb von Murr (Übersetzung): [Vier Erzählungen aus dem Jingu qiguan]. In: Jean-Baptiste Du Halde: Ausführliche Beschreibung des Chinesischen Reiches und der großen Tartarey. Aus dem Französischen mit Fleiß übersetzet, nebst vielen Kupfern. Mit einer Vorrede von der Chronologie und Litteratur der Chineser. [Übersetzt von Christoph Gottlieb von Murr[20]]. 4 Bände. Band 3, Koppe, Rostock 1749, S. 374–418; Übersetzung der Ausgabe #Dentrecolles 1736.[21]
- Gottfried Wilhelm Becker (Übersetzung): Chinesische Erzählungen. Herausgegeben durch Abel Remusat und deutsch mitgetheilt von [Gottfried Wilhelm Becke]r. 3 Bändchen. Ponthieu, Michelsen & Comp., Leipzig 1827.
- Adolf Böttger (Übersetzung): Wang Keaou Lwan pih neen chang han oder die blutige Rache der jungen Frau. Chinesische Erzählung. Nach der in Canton 1839 erschienenen Ausgabe von Sloth [Robert Thom] übersetzt. Wilhelm Jurany, Leipzig 1846; 111 Seiten.

### Eduard Grisebach
- Eduard Grisebach: Die treulose Witwe. In: Die treulose Witwe, eine chinesische Novelle und ihre Wanderung durch die Weltliteratur. Rosner, Wien 1873, S. 1–36; 137 Seiten, 16 cm.
- Eduard Grisebach (Übersetzung): Kin-ku-ki-kuan. Neue und alte Novellen der Chinesischen 1001 Nacht. Kröner, Stuttgart 1880; 145 Seiten, Fraktur.
- Eduard Grisebach (Übersetzung): Chinesische Novellen. Die seltsame Geliebte. Das Juwelenkästchen. Deutsch mit einer bibliographischen Notiz von Eduard Grisebach. Thiel, Leipzig 1884; 121 Seiten, Kleinoktav.
- Eduard Grisebach (Übersetzung): Chinesische Novellen. Die seltsame Geliebte. Das Juwelenkästchen. Deutsch, mit einer bibliographischen Notiz von Eduard Grisebach. Lehmann, Berlin 1886; 121 Seiten, 14,5 cm, Vignetten.
- Eduard Grisebach (Übersetzung): Kin-ku-ki-kuan. Chinesisches Novellenbuch. Deutsch von Eduard Grisebach. Cotta, Stuttgart 1887; Berlin, Lehmann 1887; XV, 146 Seiten, 15,8 cm, identisch mit #Grisebach 1880, ergänzt um den Abschnitt: Zur Bibliographie des „Kin-ku-ki-kuan“ überhaupt, S. 145–146.
- Eduard Grisebach (Übersetzung); Flora Pályi (Illustration): Kin-Ku-Ki-Kuan. Die ewige Rache des Fräuleins Wang-Kiau-Luan. Uebersetzt von Eduard Grisebach mit Federzeichnungen von Flora Pályi. Serie: Der Liebesgarten 2. Musarion, München 1920; 126 Seiten, 1 Blatt.
- Jan Tschichold (Hrsg.); Eduard Grisebach (Übersetzung): Chinesisches Novellenbuch. Deutsch von Eduard Grisebach, [Herausgegeben und durchgesehen von Jan Tschichold]. Sammlung Birkhäuser 5. Birkhäuser, Basel [1945]; 228 Seiten, 18 cm.
- Eduard Grisebach (Übersetzung); Fritz Schoppe (Illustration): Chinesische Novellen. Ins Deutsche übersetzt von Eduard Grisebach. 3. durchgesehene Auflage. Dorn, Bremen-Horn [1947]; 127 Seiten, Oktav, Vignetten von Fritz Schoppe.
- Jan Tschichold (Hrsg.); Eduard Grisebach (Übersetzung): Chinesisches Novellenbuch. Herausgegeben von Jan Tschichold. Aus dem Chinesischen von Eduard Grisebach. Serie: Diogenes-Taschenbuch, detebe-Klassiker 21177. Diogenes, [Zürich] 1984, ISBN 3-257-21177-5; 226 Seiten, 18 cm, Teilausgabe von #Grisebach 1945.

### Johanna Herzfeldt
- Johanna Herzfeldt (Übersetzung); Gerhard Vontra (Illustration): Das chinesische Dekameron. Aus dem Chinesischen von Johanna Herzfeldt. Greifenverlag, Rudolstadt 1957, Teilausgabe; 345 Seiten, 19,5 cm.
- Das chinesische Dekameron. Büchergilde Gutenberg, Frankfurt am Main 1963, Teilausgabe; 363 Seiten, 20,5 cm, Ausstattung, Leineneinband mit Holzschnitt und 11 Holzschnitte im Text von Wiltraud Jasper.
- Johanna Herzfeldt (Übersetzung); Horst Hausotte (Illustration): Das chinesische Dekameron. Aus dem Chinesischen von Johanna Herzfeldt. Mit 22 Illustrationen von Horst Hausotte. Teilausgabe. 3. Auflage. Greifenverlag, Rudolstadt 1968; 289 Seiten, Oktav.
- Johanna Herzfeldt (Übersetzung); Mehrdad Zaeri (Illustration): Das chinesische Dekameron. Übersetzt von Johanna Herzfeldt. Mit Bildern von Mehrdad Zaeri. 1. Auflage. Büchergilde Gutenberg, Frankfurt am Main 2008, ISBN 978-3-940111-46-3; Neuauflage von #Herzfeldt 1957; 292 Seiten, 25 cm, limitierte Vorzugsausgabe mit einer Originalgrafik von Mehrdad Zaeri.

### Franz Kuhn
- Franz Kuhn (Übersetzung): Das Perlenhemd. [Kin-Ku-Ki-Kuan, Auszug, deutsch]. Eine chinesische Liebesgeschichte. Aus dem chinesischen Urtext übertragen von Franz Kuhn. Insel-Bücherei 216. Insel, Wiesbaden 1951; 49 Seiten, Oktav.
- Franz Kuhn (Übersetzung): Kin ku ki kwan. Wundersame Geschichten aus alter und neuer Zeit. Aus dem Chinesischen übersetzt von Franz Kuhn. Manesse Bibliothek der Weltliteratur. Manesse, Zürich 1952, ISBN 3-7175-1222-6; Teilausgabe, 471 Seiten, 15,3 cm, illustriert, Dünndruckausgabe, Leinen.
- Franz Kuhn (Übersetzung): Goldjunker Sung und andere Novellen aus dem Kin Ku Ki Kwan. Deutsch von Franz Kuhn. Manesse Bibliothek der Weltliteratur, Zürich: Manesse 1960, Teilausgabe; 368 Seiten, Kleinoktav.
- Franz Kuhn (Übersetzung); Venčeslava Hrdličkovà (Hrsg.in): Altchinesische Novellen. Übertragen von Franz Kuhn. Herausgegeben von Věnceslava Hrdličkovà. Insel-Taschenbuch 848. Insel, Leipzig 1979; 887 Seiten, 20 cm.
- Franz Kuhn (Übersetzung); Venčeslava Hrdličkovà (Hrsg.in): Chinesische Novellen. Übertragen von Franz Kuhn. Mit einem Nachwort und Anmerkungen herausgegeben von Věnceslava Hrdličkovà. Insel-Taschenbuch 848. Insel, Frankfurt am Main 1985, ISBN 3-458-32548-4; 627 Seiten, 17,6 cm, Nachdruck von #Kuhn 1979.[22]

### Sonstige
- Novellen aus dem Kin-ku-ki-kuan. Müller, München 1924; 239 Seiten, Fraktur.
- Goldjunker Jung u. a. Novellen aus dem Kin Ku Ki Kuan. Mauerse, [Zürich] [1960]; 368 Seiten.
- Thomas R. Sloth; Adolf Böttger (Übersetzung): Wang Keaou Lwan pih neen chang han oder die blutige Rache der jungen Frau. Chinesische Erzählung. Nach der in Canton 1839 erschienenen Ausgabe von Sloth übersetzt. Wilhelm Jurany, Leipzig 1846; 111 Seiten.
- Tsiu-sen Lin: Chinesische Legenden. Aus dem Chinesischen. Von Lin Tsiu-Sen. Mit vier Farbenlichtdrucken nach chinesischen Gemälden aus dem 17. Jahrhundert. Metzner, Berlin 1938; 11 Blätter, 4 Tafeln, Großfolio.
- Vincenz Hundhausen: Der Ölhändler und das Freudenmädchen. Eine chinesische Geschichte in fünf Gesängen. Leipzig 1928.
- Paul Kühnel: Das geheimnisvolle Bild und Anderes. Drei Novellen aus dem Chinesischen übersetzt von P. Kühnel. Steinitz, Berlin 1902; 191 Seiten.
- Paul Kühnel: Chinesische Novellen. Deutsch von Paul Kühnel. Meisterwerke orientalischer Literaturen, zweiter Band. Georg Müller, München 1914; 368 Seiten.
- Gottfried Rösel (Übersetzung): Altchinesische Erzählungen: aus dem „Djin-gu-tji-gwan“. Manesse, Zürich 1984, ISBN 3-7175-8035-3; 691 Seiten, 17,3 cm.
- Anna von Rottauscher (Übersetzung): Die seltsame Hochzeitsfahrt. [Kin-Ku-Ki-Kuan, Auszug, deutsch]. Zwei chinesische Novellen aus alter Zeit. Aus den Urtexten übertragen von Anna von Rottauscher. Mit drei chinesischen Miniaturen. Wiener Bücherei 14. Frick, Wien [1941]; 77 Seiten, Oktav.
- Anna von Rottauscher: Wer die Bahn der Tugend wandelt, dem hilft der Himmel. In: Irrlicht und Morgenröte. Fünf chinesische Erzählungen mit sechs farbigen Illustrationen. Aus dem Chinesischen ins Deutsche übertragen von Anna von Rottauscher. Die Waage, Zürich 1955, S. 37–85; 132 Seiten, 18,5 cm.
- Hans Rudelsberger: Chinesische Novellen. Aus dem Urtext übertragen von H. Rudelsberger. Band 2. Insel, Leipzig 1914.
- Walter Strzoda (Übersetzung): Der Ölhändler und die Blumenkönigin. [Erzählung aus der chinesischen Novellensammlung „Djin-Gu Tji-Guan“]. [Aus dem chinesischen Urtext übertragen von Walter Strzoda]. Serie: Dichtungen des Ostens. Hyperion 1920, München 176 Seiten.
- Walter Strzoda (Übersetzung): Die gelben Orangen der Prinzessin Dschau. Aus dem chinesischen Urtext von Walter Strzoda. [Einband und Titelumrahmung zeichnete Emil Preetorius]. Hyperion, München 1922; 292 Seiten, Kleinoktav.

### Allgemein
- Wolfgang Bauer: Baoweng Laoren. Jingu qiguan. In: Walter Jens (Hrsg.): Kindlers neues Literatur-Lexikon. Band 2. München 1989, S. 199–200.
- Antoine Bazin: Des contes et des nouvelles. In: L’univers: histoire et description de tous les peuples. Chine moderne ou Description historique, géographique et littéraire de ce vaste empire, d’après des documents chinois. Paris 1853, S. 552–554; books.google.de.
- Daria Berg (Hrsg.in): Reading China. Fiction, History and the Dynamics of Discourse. Essays in honor of professor Glen Dudbridge. Leiden 2007, S. 6, 15, 25–28, 30–31.
- Peng Chang: Modernisierung und Europäisierung der klassischen chinesischen Prosadichtung. Untersuchungen zum Übersetzungswerk von Franz Kuhn (1884–1961). Frankfurt am Main 1991, S. 11–13, 17, 19–20; Rezension: #Nieper 1993.
- Eduard Grisebach: Die Wanderung der Novelle von der treulosen Witwe durch die Weltlitteratur. Zweite, mit einem Anhang vermehrte Ausgabe. Lehmann, Berlin 1889.
- Jean E. Kern: The individual and society in the Chinese colloquial short story. The Chin-ku ch'i-kuan. Dissertation Indiana University, Bloomington IN 1974.
- Volker Klöpsch (Hrsg.); Eva Müller (Hrsg.in), Ruth Keen (Mitarbeit): Lexikon der Chinesischen Literatur, München, Beck 2004, S. 139–140; books.google.de.
- Monika Motsch: Die chinesische Erzählung: vom Altertum bis zur Neuzeit. In: Wolfgang Kubin (Hrsg.): Geschichte der chinesischen Literatur. Band 3. Berlin 2003, S. 133–210, besonders 166–167.
- Kai Nieper: #Chang 1991, Rezension. In: Oriens Extremus. Zeitschrift für Sprache, Kunst und Kultur der Länder des Fernen Ostens 36.1993, S. 123–126.
- Paul Pelliot: Le Kin kou k'i kouan. In: T'oung Pao 24.1925–1926, S. 54–60, JSTOR:4526776.
- Helwig Schmidt-Glintzer: Geschichte der chinesischen Literatur: die 3000jährige Entwicklung der poetischen, erzählenden und philosophisch-religiösen Literatur Chinas von den Anfängen bis zur Gegenwart. Bern 1990, S. 412–421, besonders 420.
- A. Waley: Notes on the history of Chinese popular literature. In: T'oung Pao 28.1931, S. 346–354, 2. The Chin Kiu Ch'i Kuan: S. 350, JSTOR:4526989.
- Yenna Wu: Vernacular Stories. In: Victor H. Mair (Hrsg.): The Columbia history of Chinese literature. New York 2001, S. 595–619.
- Lu Xun: Nachahmungen von volkssprachlichen Song-Erzählungen aus der Ming-Dynastie. In: Lu Xun: Kurze Geschichte der chinesischen Romandichtung = Zhong guo xiao shuo shi lüe. Beijing 1981, S. 266–278.

### Personen
- Wolf Baus: Ling Mengchu. In: #Klöpsch 2004, S. 181–182 books.google.de.
- Hans Henning: Eduard Grisebach in seinem Leben und Schaffen: Zu seinem 60. Geburtstage am 9. Oktober 1905. Berlin 1905, S. 41–48.
- Hatto Kuhn: Dr. Franz Kuhn (1884–1961). Lebensbeschreibung und Bibliographie seiner Werke. Mit einem Anhang unveröffentlichter Schriften. Bearbeitet von Hatto Kuhn. Unter Mitarbeit von Martin Grimm. Geleitwort von Herbert Franke. Wiesbaden 1980.
- Eva Müller: Feng Menglong. In: #Klöpsch 2004, S. 91–92 books.google.de.
- Thomas Zimmer: Feng Menglong. In: Marc Hermann: Biographisches Handbuch chinesischer Schriftsteller: Leben und Werke. In: Wolfgang Kubin (Hrsg.): Geschichte der chinesischen Literatur. Band 9. Berlin 2011, S. 59–61.

### Kataloge
- Bestand des Richard-Wilhelm-Übersetzungszentrums (bis 1998); ruhr-uni-bochum.de (PDF; 4,7 MB).
- Henri Cordier: Dictionnaire bibliographique des ouvrages relatifs à l’Empire chinois: Bibliotheca Sinica. Band 3. Paris 1906–1907, Spalte 1761–1769; gallica.bnf.fr.
- Henri Cordier: Dictionnaire bibliographique des ouvrages relatifs à l’Empire chinois: Bibliotheca Sinica. Band 4. Paris 1907, Spalte 3161; gallica.bnf.fr.
- Henri Cordier: Dictionnaire bibliographique des ouvrages relatifs à l’Empire chinois: Bibliotheca Sinica. Supplément et Index. Paris 1922, Nachdruck Hildesheim 1971, Spalte 3935–3936.
- Eduard Grisebach: Weltlitteratur-Katalog: Mit litterarischen und bibliographischen Anmerkungen. Berlin 1905; archive.org.